# 国広ジョージ
国広 ジョージ（くにひろ ジョージ、1951年 - ）は、日本の建築家・建築活動家。国士舘大学名誉教授。清華大学客員教授。国際建築家連合(UIA)評議員。国広ジョージ健彦とも。

## 経歴
東京都文京区生まれ。米国籍。父親は日系アメリカ人二世。1964年に渡米し、1974年カリフォルニア大学バークレー校を卒業、1976年ハーバード大学大学院デザインスクールを修了した。1996年まで建築家としてサンフランシスコ、ロスアンゼルス、ニューヨークで活動したが、1997年に拠点を東京に移し、1998年に国士舘大学工学部助教授。2003年より教授。日本を拠点にアジアを中心に活動している。2006年-2007年には日本建築家協会(JIA)副会長を歴任。2008年より「建築家の祭典」と言われるUIA国際建築家連合2011東京第24 回世界建築会議の日本組織委員会広報部会長を務めた。2010年-2011年にはアジア建築家評議会 (ARCASIA)、通称アルカシアの会長を務めた。2009年、アメリカ建築家協会 (AIA) より、90,000余名の会員中3パーセントを占めるフェロー（特別会員）の称号を授与される。2011年からは北京の清華大学建築学院にて客員教授として教鞭をとり、2018年には同大学上席客員教授（訪問教授）に昇格した。2013年にはアメリカ建築家協会(AIA)国際理事に就任。2016年には同協会日本支部会長を歴任。
2013-16年には、浙江省龍泉市長の委嘱により山奥の宝渓村を舞台に企画された「龍泉国際竹建築ビエンナーレ」のコミッショナー・指名建築家を務めた。このプロジェクトはビエンナーレとしての開催は実現しなかったものの、ビエンナーレのために設計された9棟の竹建築は、その後、中国企業によってリゾートホテルとして地元経済の活性化に貢献している。2019年には、デンマークのOBEL財団が主催する第一回Obel Awardにおいて「龍泉国際竹建築ビエンナーレ」キュレーターを務めた国広と上海在住芸術家Ge Qintaoが、その功績を評価されファイナリスト４組に入選を果たした。
教育研究では、2022年3月に24年間在籍した国士舘大学を退職し、同年6月に名誉教授の称号を授与される。また、国内では、明治大学特別招聘教授、京都美術工芸大学客員教授を歴任。
米国ではイエール大学 (1987)、コロンビア大学 (1988)、ハーバード大学 (1990)、ニュージャージー工科大学 (1989-91)などで教鞭をとった。またマケドニア共和国のキリルとメソディウス大学 (2003)でも客員教授を務めた。
また、アジアでも、清華大学（中国）建築学院客員教授（2011-現在）、セントジョセフ大学（マカオ）客員講師（2020-現在）として教鞭をとっている。
建築家としての活動は、1979年より継続してサンフランシスコ、ロスアンゼルス、ニューヨーク、東京と国際的なスケールで行っており、日本では、1997年より2012年までジョージ国広建築都市研究所を主宰した後、2013年よりトータルライフコシェルジュ加藤淳子とともに、「衣食住」と建築設計の領域を超越したトータルな視点からの環境設計をめざすT-Life 環境ラボを設立する。。さらに、近年では人道支援、途上国経済発展、環境再生など幅広い領域で活動を展開している。
国広の活動に対してメキシコ建築家協会、アメリカ建築家協会より会長賞を受賞、その他大韓建築士協会(KIRA)、ジョージア建築家協会(GAA)より名誉会員の称号を授与されている。また、国広は数多くの国際設計コンペの審査委員を務めるとともに国際的な講演活動も行なっている。
2023年7月コペンハーゲンにて開催された建築界の国際上部組織であるUIA（国際建築家連合）総会において新期評議会メンバーが選出され、レジーナ・ゴンチエ新会長（スイス）のもと、リージョンIV（アジア・オセアニア）評議員に就任した。任期は2023年-26年。

## 家族・親族
父・逹宜: [みちのり](1917-1991)はアメリカ・カリフォルニア州オークランド生まれの日系2世。母・勢津子 (1928-2009) は、三菱財閥創設者岩崎弥太郎の曾孫で、元三菱地所取締役岩崎彦弥太の長女。三菱の3代目総帥・岩崎久弥は母方の曾祖父にあたる。